# Amstel Club
De Amstel Club was van 1976 tot en met 2022 een ontmoetingsplaats voor mensen uit het bedrijfsleven in Amsterdam.

## Geschiedenis
De Amstel Club werd op 3 juni 1976 opgericht door leden van De Groote Club die teleurgesteld waren nadat hun sociëteit uit 1872 per 1 januari 1976 was samengegaan met de veel jongere de Industrieele Club uit 1913 en samen de De Industrieele Groote Club hadden gevormd. Leden kwamen niet alleen uit het bedrijfsleven, maar ook uit vrije beroepen en de academische wereld.
In 2022 werd bekend dat de club zich per 1 januari zou aansluiten bij De Industrieele Groote Club en dus weer zou terugkeren in de moederschoot.

## Locatie
De sociëteit werd ondergebracht in het Amstel Hotel, dat hiervoor een ingrijpende verbouwingen onderging. In 2021 moest de sociëteit de locatie weer inleveren en nadien vonden de bijeenkomsten van de Amstel Club in de hotels L'Europe en The Grand plaats.